# Алан Оукс
Алан Оукс (англ. Alan Oakes, нар. 7 вересня 1942, Вінсфорд) — англійський футболіст, що грав на позиції півзахисника. По завершенні ігрової кар'єри — тренер.
Виступав, зокрема, за клуб «Манчестер Сіті».
Чемпіон Англії. Володар Кубка Англії з футболу. Дворазовий володар Кубка англійської ліги. Дворазовий володар Суперкубка Англії з футболу. Володар Кубка Кубків УЄФА.

## Ігрова кар'єра
Народився 7 вересня 1942 року в місті Інсфорд. Вихованець футбольної школи клубу «Манчестер Сіті». Дорослу футбольну кар'єру розпочав 1959 року в основній команді того ж клубу, в якій провів сімнадцять сезонів, взявши участь у 564 матчах чемпіонату. Більшість часу, проведеного у складі «Манчестер Сіті», був основним гравцем команди. За цей час виборов титул чемпіона Англії, ставав володарем Кубка Англії з футболу, володарем Суперкубка Англії з футболу (двічі), володарем Кубка Кубків УЄФА.
Згодом з 1976 по 1982 рік грав у складі команд «Честер Сіті» та «Нортвіч Вікторія».
Завершив ігрову кар'єру у команді «Порт Вейл», за яку виступав протягом 1983—1984 років.

## Кар'єра тренера
Розпочав тренерську кар'єру, ще продовжуючи грати на полі, 1976 року, очоливши тренерський штаб клубу «Честер Сіті».
В подальшому входив до тренерських штабів клубів «Порт Вейл» та «Честер Сіті».
Наразі останнім місцем тренерської роботи був клуб «Честер Сіті», в якому Алан Оукс був одним з тренерів головної команди з 1992 по 1994 рік.

## Титули і досягнення
- Чемпіон першого дивізіону Англії (1):

«Манчестер Сіті»: 1967-1968
- Володар Кубка Англії з футболу (1):

«Манчестер Сіті»: 1968-1969
- Володар Кубка англійської ліги (2):

«Манчестер Сіті»: 1969-1970, 1975-1976
- Володар Суперкубка Англії з футболу (2):

«Манчестер Сіті»: 1968, 1972
- Володар Кубка Кубків УЄФА (1):

«Манчестер Сіті»: 1969-1970